# Верхополье (Нижегородская область)
Верхопо́лье — деревня в Вачском районе Нижегородской области. Входит в состав Арефинского сельсовета.

## История
Деревня впервые упоминается в писцовых книгах 1629-30 годов в числе вотчинных деревень Ивана Никитича Романова, в ней было 22 двора крестьянских и 9 пустых. В окладных книгах 1676 года деревня в составе Арефинского прихода, в ней было 14 дворов крестьянских и 1 бобыльский.
В конце XIX — начале XX века деревня входила в состав Арефинской волости Муромского уезда Владимирской губернии. В 1859 году в деревне числилось 48 дворов, в 1905 году — 59 дворов, в 1926 году — 93 двора.
С 1929 года деревня являлась центром Верхопольского сельсовета Вачского района Горьковского края, с 1931 года — в составе Белавинского сельсовета, с 1936 года — в составе Горьковской области, с 1954 года — в составе Арефинского сельсовета.

## Население
| 1859 | 1905 | 1926 | 1999 | 2002 | 2010 |
| ---- | ---- | ---- | ---- | ---- | ---- |
| 363  | ↘355 | ↗535 | ↘296 | ↘276 | ↘233 |

## Источник
1. 1 2 3  Всероссийская перепись населения 2010 года. Численность и размещение населения Нижегородской области
2. ↑  Населённые пункты Вачского района (недоступная ссылка — история).
3. ↑  Об утверждении Реестра административно-территориальных образований, городских и сельских населённых пунктов Нижегородской области. Текст. Правительство Нижегородской области (официальный сайт) (18 января 2021). — Приказ государственно-правового департамента Нижегородской области. Дата обращения: 6 ноября 2021. Архивировано 6 ноября 2021 года.
4. ↑  Нижегородская область: Правительство Нижегородской области (официальный сайт). Карта области (23 мая 2023). — Муниципальные районы, городские и муниципальные округа Нижегородской области. Дата обращения: 7 декабря 2023. Архивировано 2 августа 2023 года.
5. ↑  Историко-статистическое описание церквей и приходов Владимирской епархии. Вып. 2—4 / сост. В. Добронравов (1897). — Вып. 4: Меленковский, Муромский, Покровский и Судогодский уезды. Дата обращения: 11 декабря 2018. Архивировано 9 мая 2018 года.
6. ↑  Списки населённых мест Российской империи. VI. Владимирская губерния. По сведениям 1859 года / Обработано ст. ред. М. Раевским. — Центральный статистический комитет министерства внутренних дел. — СПб., 1863. — 283 с.
7. ↑  Список населённых мест Владимирской губернии. — Центральный статистический комитет министерства внутренних дел. — Владимир, 1907. Архивировано 13 июня 2021 года.
8. ↑  Предварительные итоги переписи по Владимирской губернии. Выпуск 2-й // Всесоюзная перепись населения 1926 года / Владимирский губернский статистический отдел. — Владимир, 1927. Архивировано 30 марта 2019 года.
9. ↑  Списки населённых мест Российской империи. VI. Владимирская губерния. По сведениям 1859 года — СПб.: Центральный статистический комитет, 1863. — 283 с.
10. ↑  Список населённых мест Владимирской губернии — Владимир: 1907.
11. ↑  Всесоюзная перепись населения 1926 года — Владимир: 1927.
12. ↑  Приложение к постановлению  Законодательного Собрания Нижегородской области от 17 июня 1999 года № 184